# Darren Aronofsky
Darren Aronofsky, född 12 februari 1969 i Brooklyn i New York, är en amerikansk regissör, manusförfattare och filmproducent. Han blev 2011 Oscarsnominerad i kategorin Bästa regi för filmen Black Swan.
Aronofsky har varit förlovad med den brittiska skådespelaren Rachel Weisz och de har en son, född 2006, tillsammans.

## Filmografi
- 1998 – Pi
- 2000 – Requiem for a Dream
- 2006 – The Fountain
- 2008 – The Wrestler
- 2010 – Black Swan
- 2014 – Noah
- 2017 – Mother!
- 2022 – The Whale